# Drchkov
Drchkov (Duits: Derchkow) is een Tsjechische plaats in de gemeente Dřínov in de regio Midden-Bohemen en maakt deel uit van het district Kladno. Het dorp ligt op 1 km afstand van Dřínov en op 4 km afstand van Slaný.
Drchkov telt 42 inwoners (2021).

## Geschiedenis
De eerste schriftelijke vermelding van het dorp dateert van 1267, toen koning Ottokar II van Bohemen in de Allerheiligenkerk op de Praagse Burcht bevestigde dat hij alle gebouwen in Drchkov en Vyšínek had geërfd (bona in Drihkow et Wyssin).
Sinds 1960 is Drchkov onderdeel van de gemeente Dřínov.

## Bezienswaardigheden
- Sint-Vojtěchkapel (cultureel monument)

## Galerij

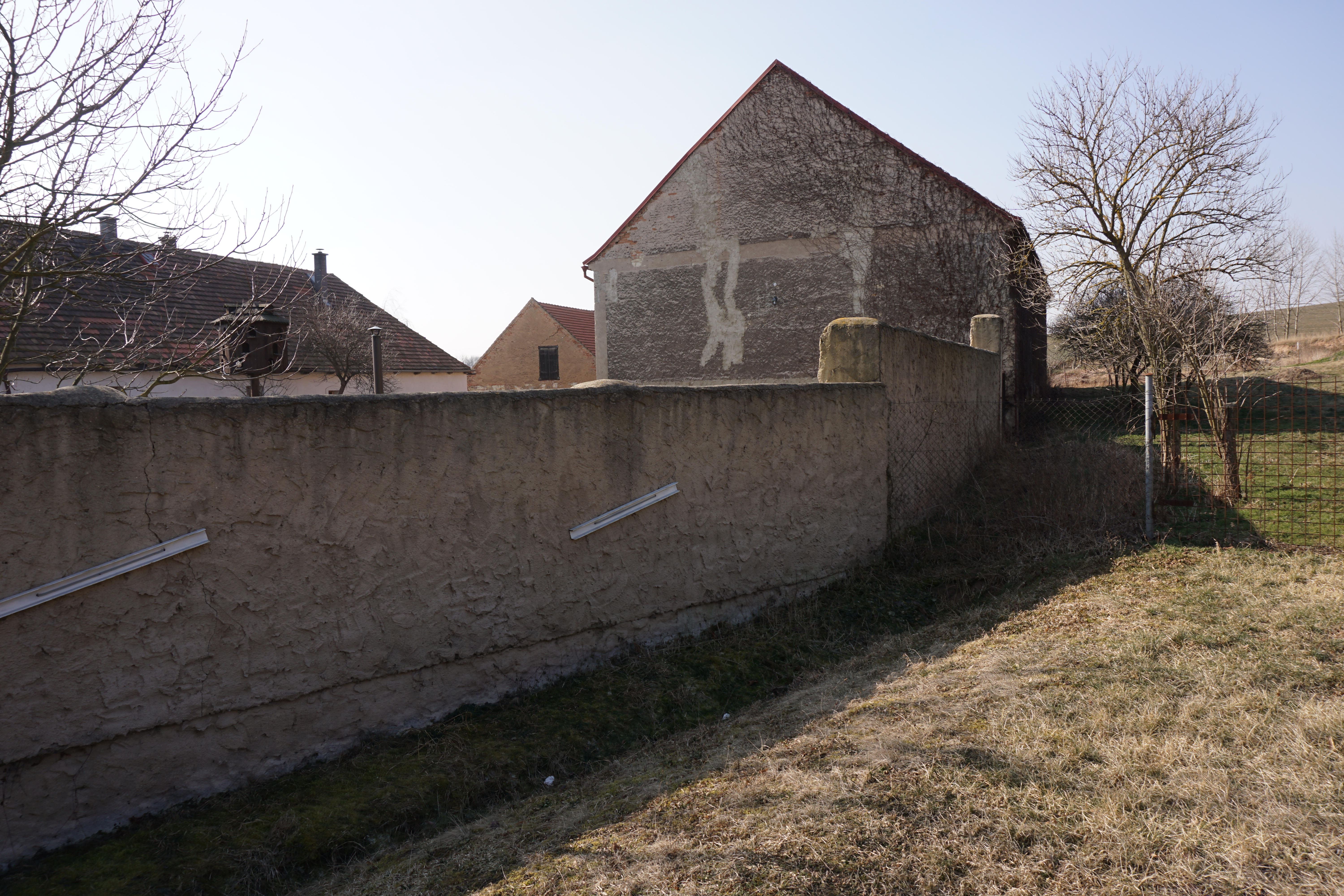
Boerderij aan de noordwestkant van het dorp
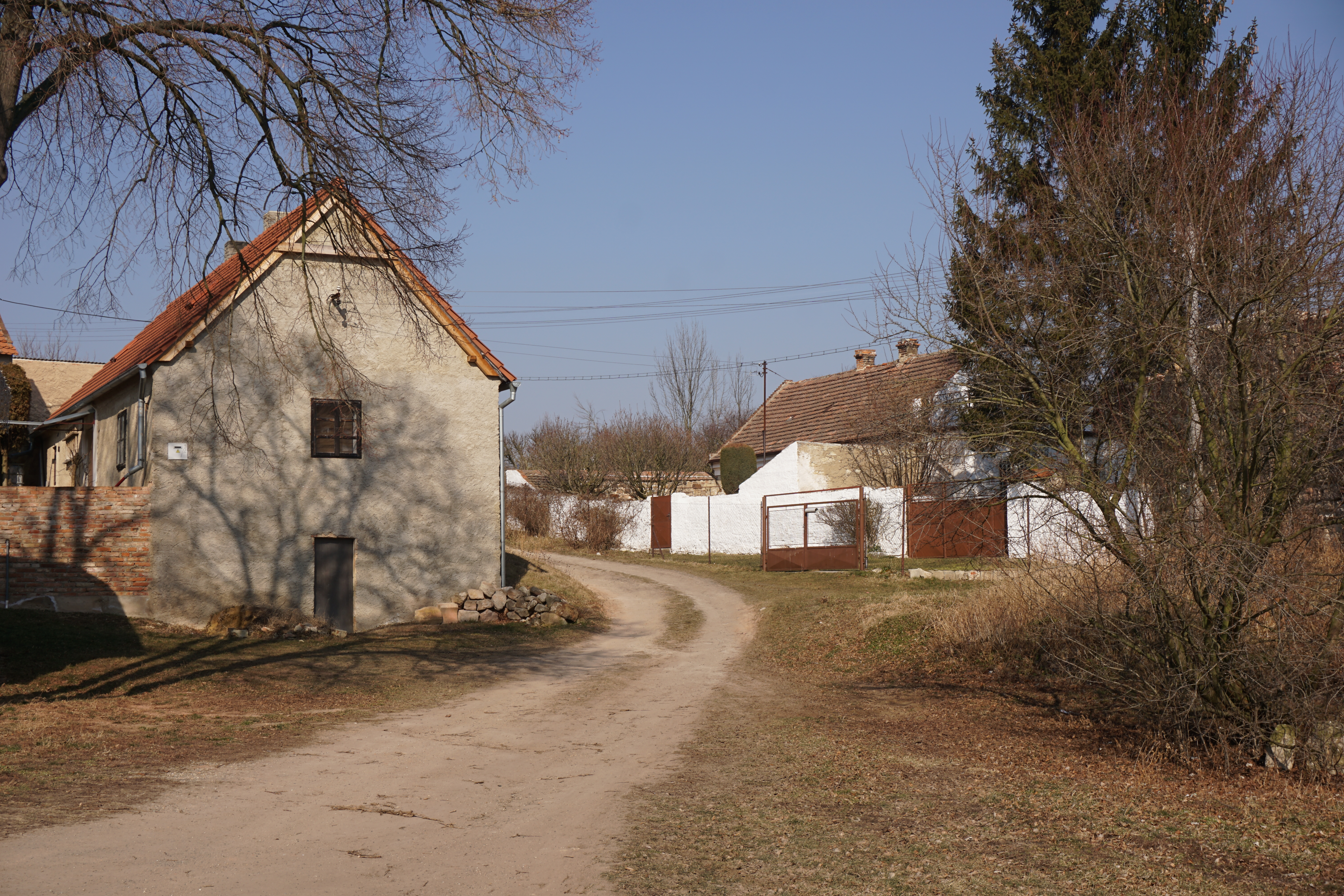
Huis in het dorp (1)
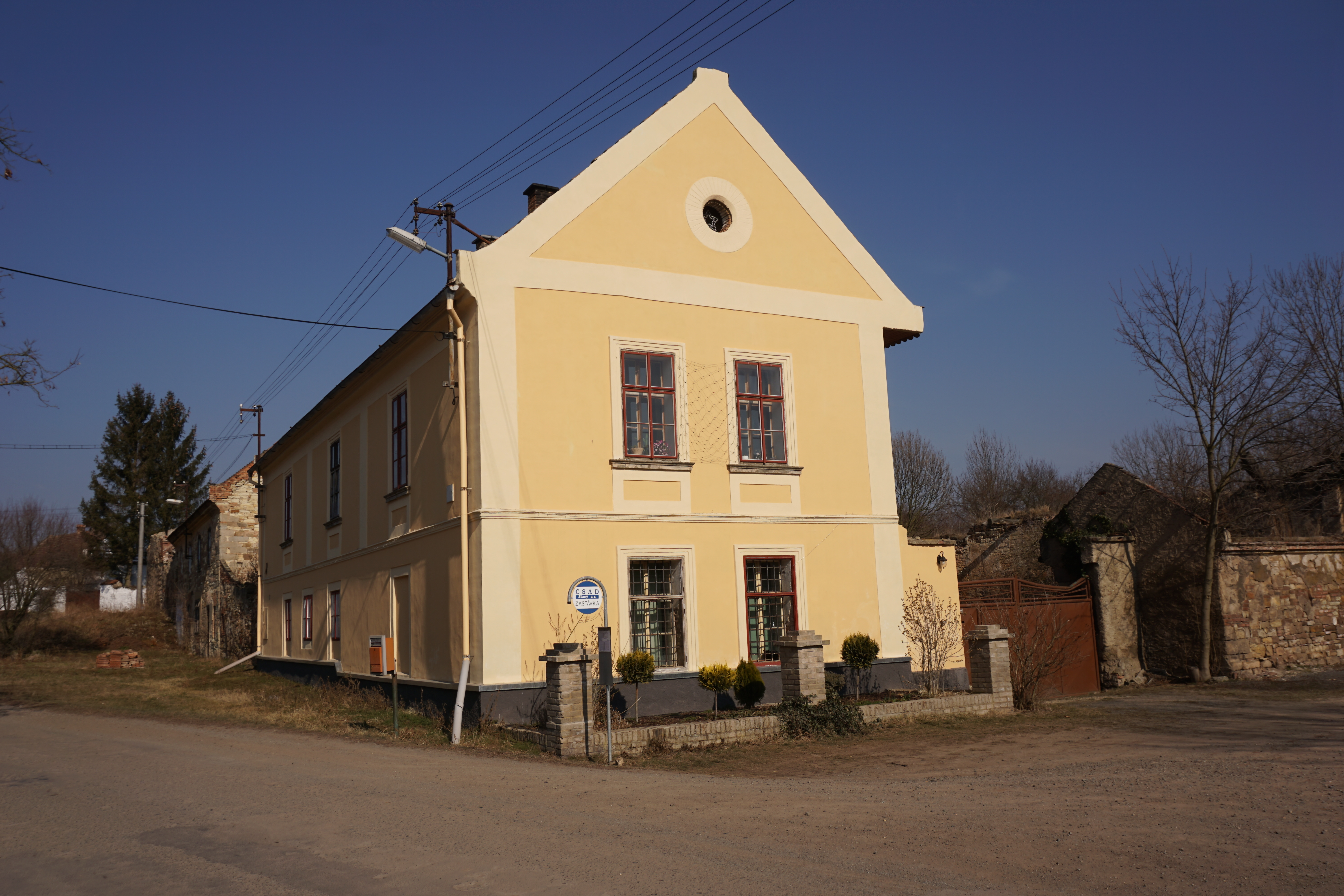
Huis in het dorp (2)
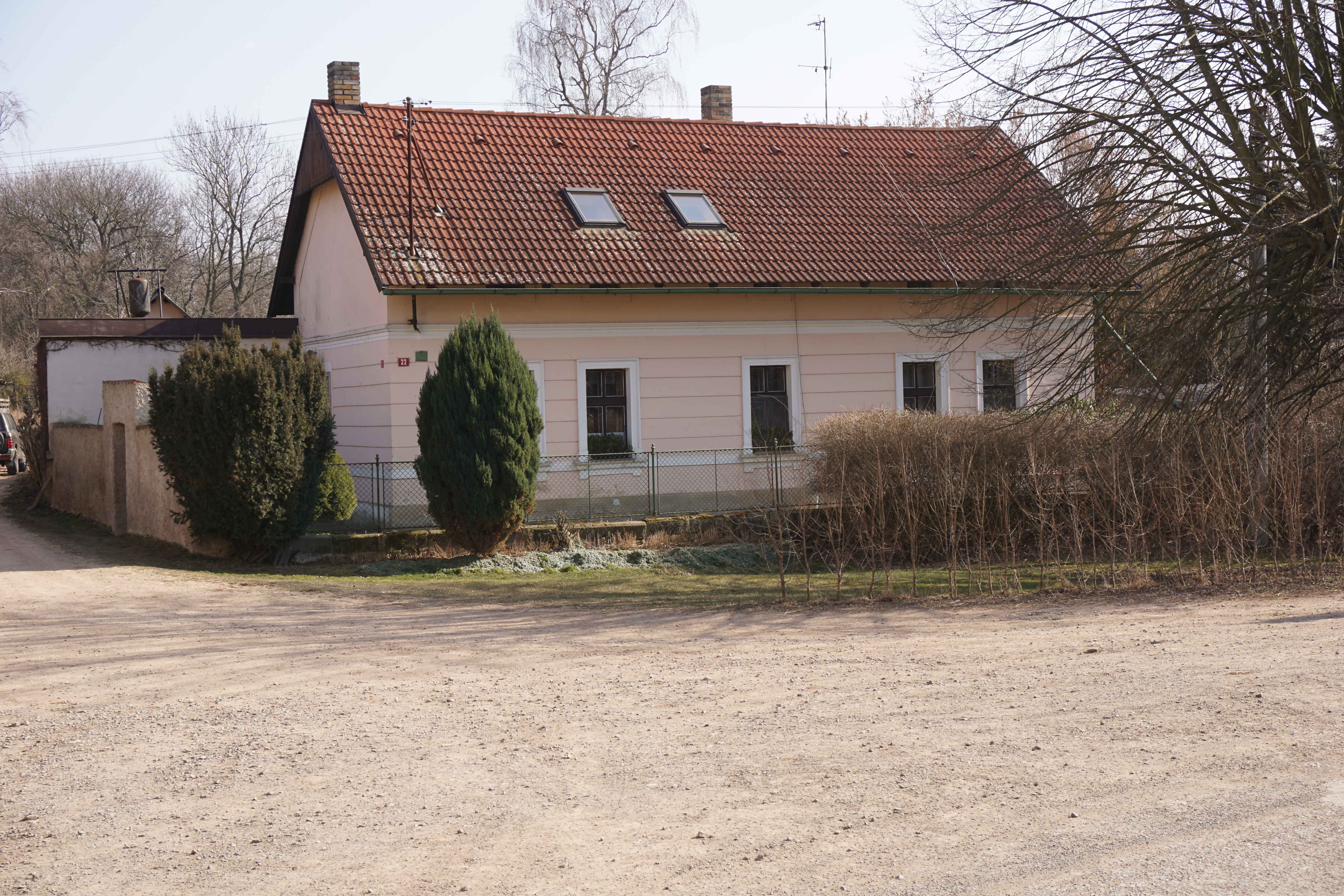
Huis in het dorp (3)
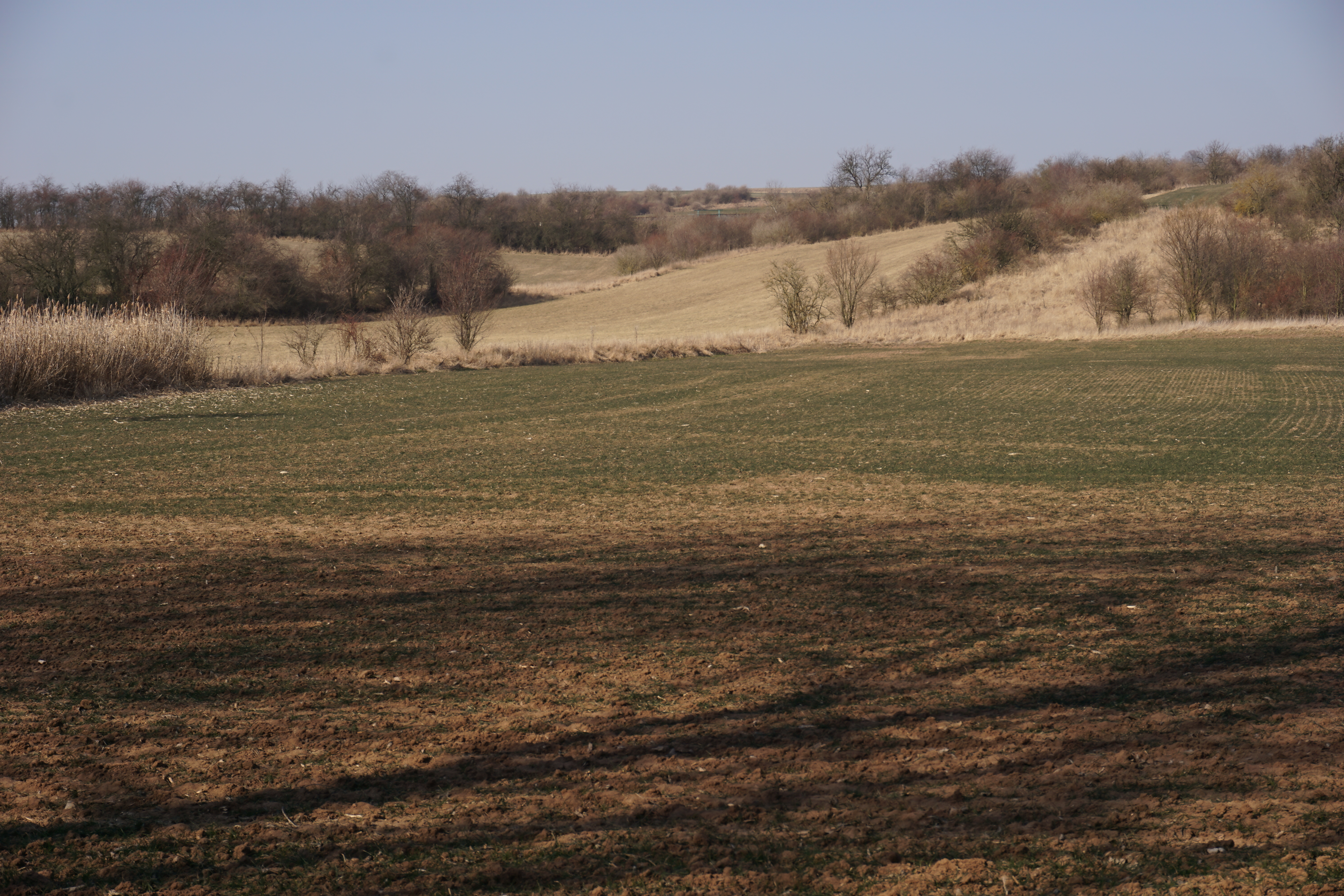
Velden aan de westkant van het dorp
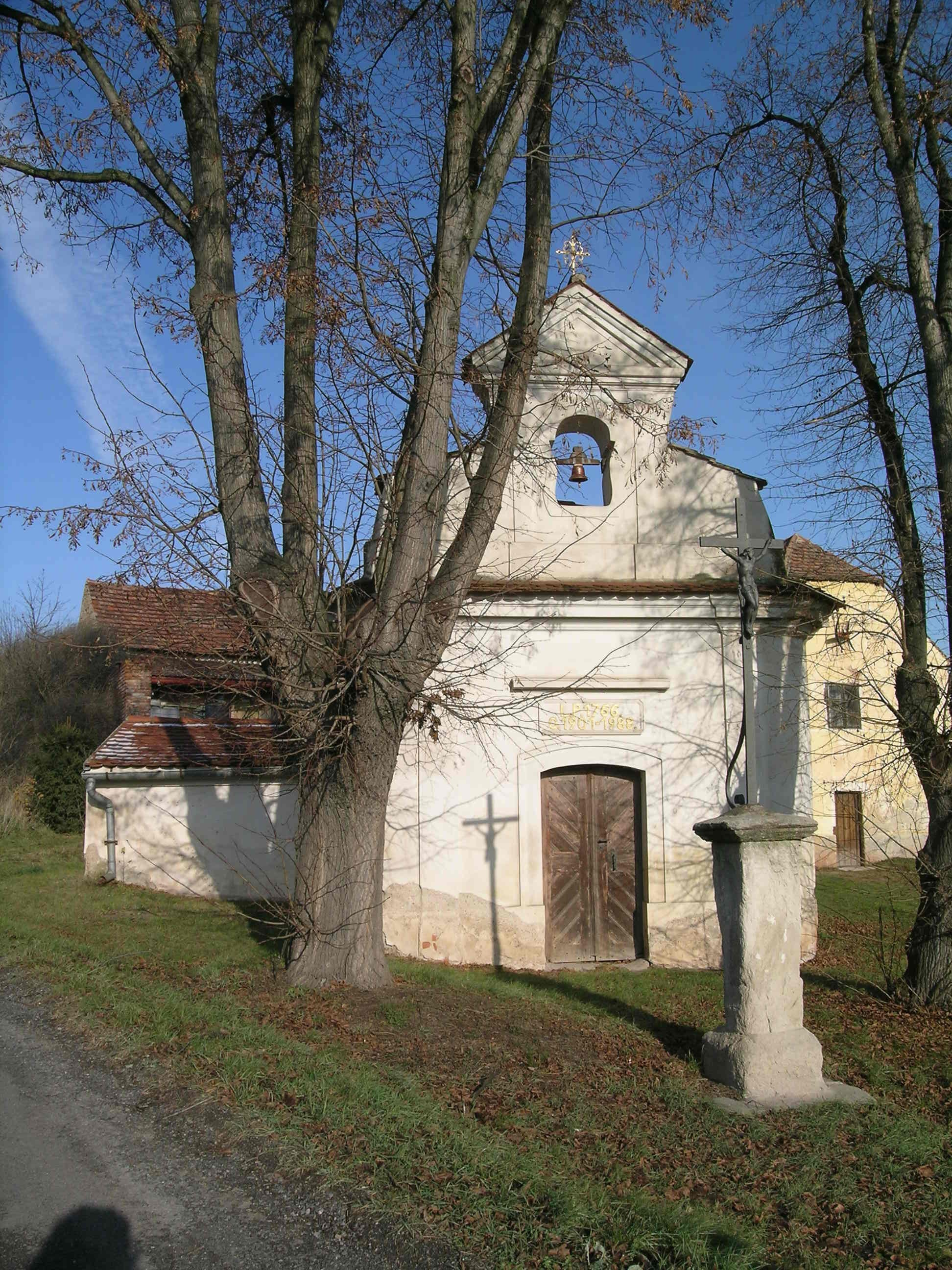
Sint-Vojtěchkapel in het dorp